# Скельские менгиры
Скельские менгиры крымскотат. Tekli-Tash, Текли-Таш «поставленный камень» — вертикально поставленные глыбы мраморовидного известняка, памятник археологии бронзового века в селе Родниковое, в 120 метрах к югу от берега Чернореченского водохранилища. Скельские менгиры являются классическими мегалитами, названы по историческому названию села — Скеля. Объект культурного наследия народов Российской Федерации регионального значения.

## Исследования
Информацию о Скельских менгирах впервые ввел в научный оборот археолог Н. И. Репников в 1907 году. В частности, он указывает, что менгиров было три. Третий менгир был выкопан в 1960-х годах при прокладке водопровода. Четвёртый менгир, поваленный ещё в древности, был обнаружен во время земляных работ.
Известный крымский археолог А. А. Щепинский, изучавший объект в 1978 году, указывает, что Скельские менгиры — не только самые крупные, но явственные памятники этого рода на территории юго-восточной Европы, которые не потревожены в последующие века и стоят на своем первоначальном месте. Учёный утверждает, что Скельские менгиры имели культовое значение и относит их появление к III — началу II тысячелетия до нашей эры. Таким образом, этим памятникам древности более 4 тысяч лет.

## Современное состояние
Охраняются Решением исполкома Севастопольского городского Совета депутатов трудящихся «Об утверждении списков памятников истории и культуры города Севастополя по состоянию на 1 июля 1975 года» № 856.
Н. И. Репников оставил зарисовки и описания, что помогло в современное время восстановить первоначальное состояние памятника. По инициативе общественной организации «Туристический актив Крыма», Орлиновский сельский Совет принял решение о возвращении третьего и четвёртого Скельских менгиров на свои места. Работы по установке менгиров выполнены 26 ноября 2010 года.

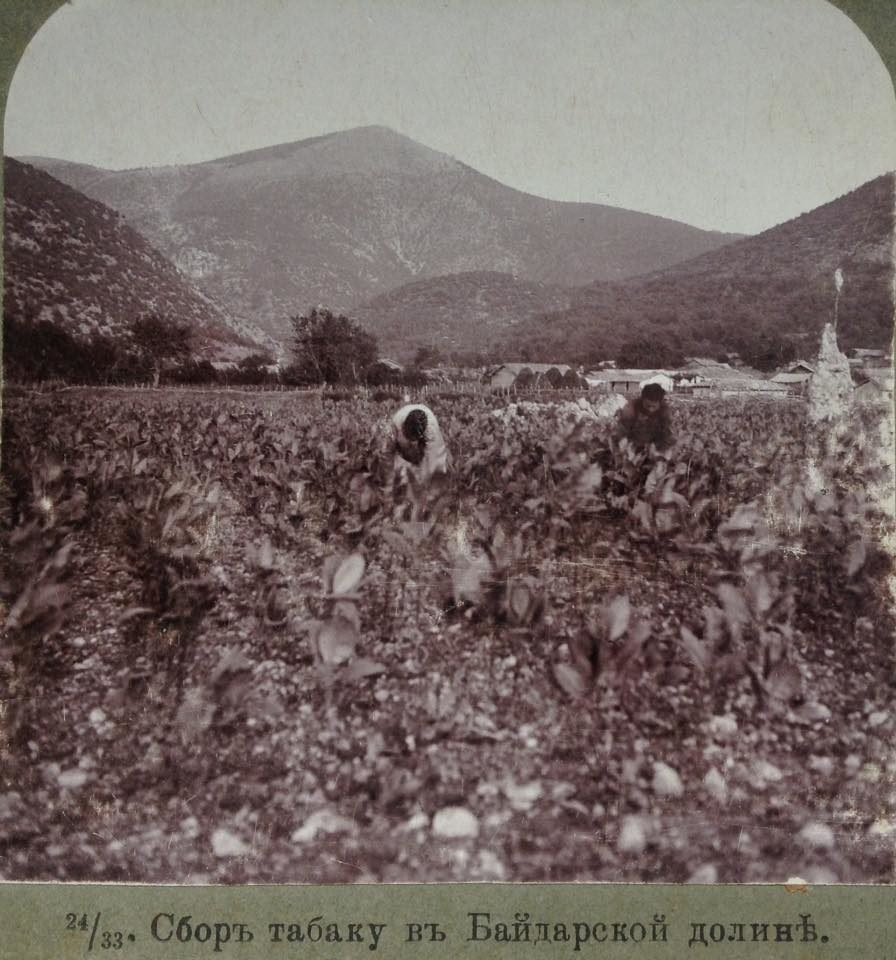
На фото 1908 года менгиры среди табачной плантации
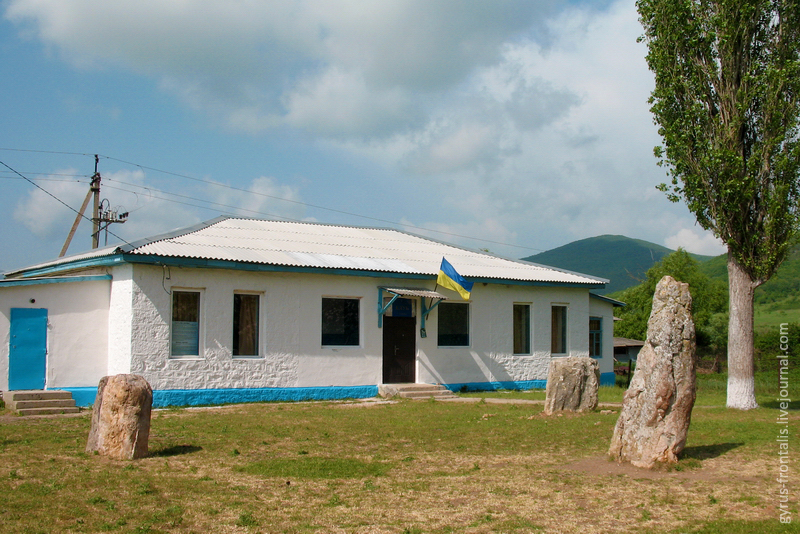
Северо-восточный и северо-западный камни вскоре после возвращения на свои места. На заднем плане - Родниковский сельский клуб до реконструкции.
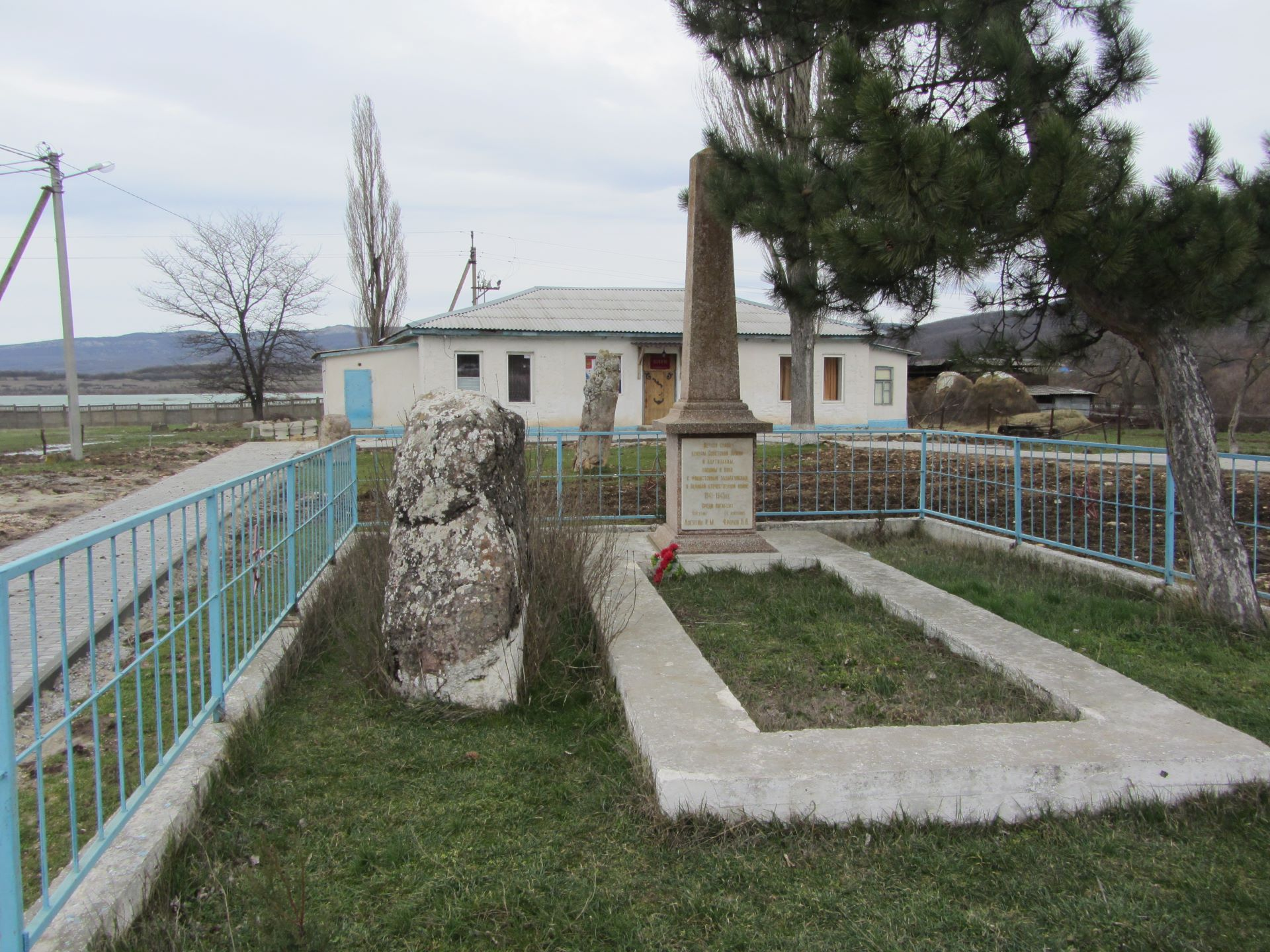
Южный камень в ограде Братской могилы воинов и партизан Великой Отечественной войны,   Объект культурного наследия народов РФ регионального значения. Рег. № 921610515080005 (ЕГРОКН). Объект № 9230312000 (БД Викигида)

Большой центральный менгир возвышается на 2,8 м. При размерах в среднем поперечном сечении 1 м х 0,7 м он имеет довольно правильную форму и приближается к типу современного пирамидального обелиска. Вес его составляет около шести тонн. Второй, южный — массивен и приземист, его высота почти в два раза меньше — около 1,5 м, при ширине 1,2 м и толщине 0,55 м. Этот менгир сейчас попал внутрь ограды захоронения воинов Красной армии и партизан Великой Отечественной войны. На северной стороне условного треугольника находятся ещё два камня. Третий представляет собой обломок менгира, высотой только 0,85 м (в поперечном сечении 0,77 м х 0,55 м). Он выкопан в 1960-х годах XX века при прокладке водопровода. Теперь установлен на свое прежнее место. Ещё один, четвёртый найденный поваленным, также установлен вертикально. Все камни находятся в непосредственной близости от Родниковского сельского клуба.
После присоединения Крыма к России статус подтверждён Постановлением Правительства Севастополя «Об отнесении объектов культурного наследия к объектам культурного наследия регионального значения и выявленным объектам культурного наследия» 98-ПП от 9 февраля 2017.